# Fatou Diome

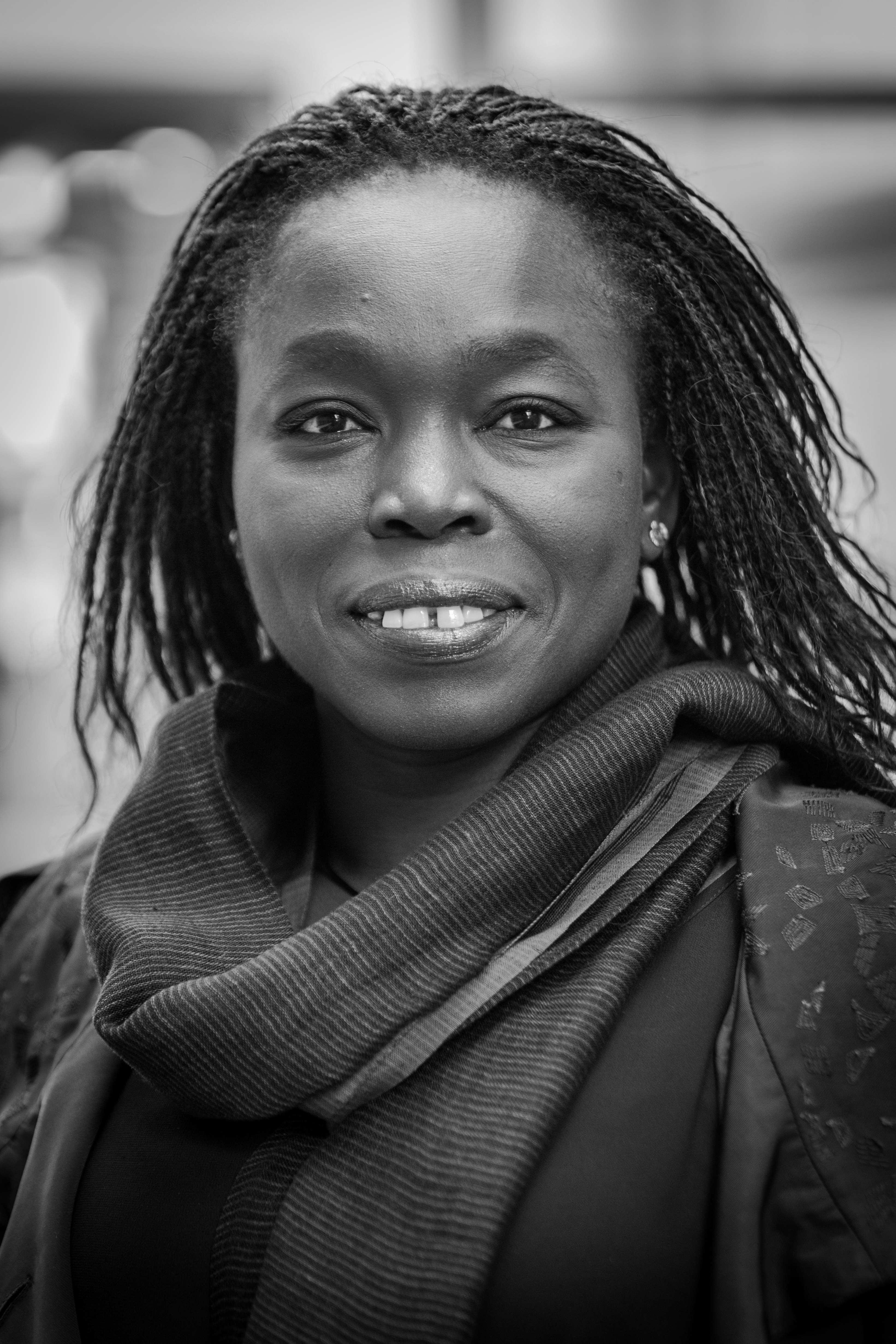
Fatou Diome (2015)

Fatou Diome (* 1968 auf Niodior) ist eine senegalesische und französische Schriftstellerin.

## Leben
Fatou Diome wurde im Süden des Senegal auf der kleinen Insel Niodior im Saloum-Delta geboren. Ihre unverheiratete Mutter gab sie zu ihren Großeltern, die sie aufzogen und auch beschützten, da ihre Umwelt und selbst ihre Familie sie ablehnte.
Entgegen dem, was die regionalen Traditionen vorschreiben, interessierte sie sich für die Schule, wo sie Französisch lernte. Die kleine Fatou musste zunächst heimlich in die Schule gehen, bis ihr Grundschullehrer ihre Großmutter überzeugen konnte, sie offiziell in der Schule anzumelden. Sie interessierte sich insbesondere für frankophone Literatur.
Mit 13 Jahren verließ sie ihr Dorf, um ihre Bildung in anderen Orten im Senegal zu vervollständigen. Ihren Unterhalt finanzierte sie durch eigene Arbeit. Sie besuchte das Gymnasium (Lycee) in Mbour, arbeitete als Kindermädchen im englischsprachigen Gambia und studierte schließlich in der Hauptstadt Dakar.
Mit 22 Jahren heiratete sie einen Franzosen und folgte ihm nach Frankreich. Von der Familie ihres Gatten nicht akzeptiert, ließ sie sich nach zwei Jahren scheiden. Um ihre universitäre Ausbildung finanzieren zu können, arbeitete sie über sechs Jahre lang als Putzfrau. Auch als sie eine gering bezahlte Stelle als Lehrbeauftragte bekam, musste sie weiter zusätzliches Geld verdienen.
Im Jahre 1994 ließ sie sich in Straßburg nieder. Nach ihrem literaturwissenschaftlichen Studium an der Universität Straßburg schrieb sie eine Doktorarbeit zum Thema Die Reise, der Austausch und die Bildung im literarischen und filmischen Werk von Sembène Ousmane. Sie unterrichtete an der Universität Marc Bloch (heute Universität Straßburg) und an der Pädagogischen Hochschule in Karlsruhe.
Nach einer ersten Veröffentlichung, einer Sammlung von Erzählungen im Jahre 2001, erlebte Fatou Diome als Autorin einen Erfolg mit ihrem Debütroman Le Ventre de l’Atlantique (2003; Deutsch „Der Bauch des Ozeans“). Frankreich und Afrika und ihr Verhältnis zueinander bilden den Rahmen ihrer Erzählungen und ihres Romans. Sie beschreibt die Integrationsschwierigkeiten nach der Ankunft in Frankreich, immer wieder durchsetzt von den Erinnerungen an die Kindheit in Senegal.

## Bibliographie
- La Préférence Nationale, Erzählungen, 2001 (dt. Eingeborne zuerst!, übersetzt von András Dörner, sujet Verlag, Bremen 2012)
- Le Ventre de l’Atlantique, Roman, 2003 (dt. Der Bauch des Ozeans, übersetzt von Brigitte Große, Diogenes Verlag, Zürich 2004; Taschenbuch 2006, ISBN 3-257-23521-6)
- Les Loups de l’Atlantique, Novelle, 2002 (Die Wölfe des Atlantik)
- Kétala, Roman, 2006 (dt. Ketala, übersetzt von Brigitte Große, Diogenes Verlag, Zürich 2007)
- in der Sammlung: Étonnants Voyageurs. Nouvelles Voix d’Afrique (Verwunderliche Reisende. Neue Stimmen Afrikas)
- Inassouvies, nos vies, Roman, 2008, Editions Flammarion
- Celles qui attendent, Roman, 2010, Editions Flammarion
- Impossible de grandir, Roman, 2013, Éditions Flammarion
- Mauve, Erzählung, 2010, Éditions Flammarion
- Marianne porte plainte !, Essay, 2017, Éditions Flammarion
- Les Veilleurs de Sangomar, Roman, 2018, Albin Michel
- De quoi aimer vivre, Roman, 2021, Albin Michel
- Marianne face aux faussaires, Essay, 2022, Albin Michel

## Auszeichnungen
- Jugendbuchpreis der Jury der jungen Leser 2005 für Der Bauch des Ozeans
- LiBeraturpreis 2005 für Der Bauch des Ozeans